# Clathromangelia strigilata
Clathromangelia strigilata é uma espécie de gastrópode do gênero Clathromangelia, pertencente à família Raphitomidae.